# Croix de cimetière de Monteneuf

La croix de cimetière de Monteneuf est située place Saint-Nicodème, à proximité de l'église de Monteneuf dans le Morbihan.

## Historique
La croix de cimetière de Monteneuf fait l’objet d’une inscription au titre des monuments historiques depuis le 30 mai 1927.